# Phường hội
Phường hội là tổ chức của thợ thủ công cùng nghề hoặc của nhà buôn cùng buôn một thứ hàng trong xã hội phong kiến. Các dạng sớm nhất của phường hội được hình thành là các hiệp hội thương nhân.